# Юлія Кручак
Юлія Кручак (справжнє ім'я: Вербило Юлія Михайлівна) (нар. 11 червня 1993, Іршанськ) — українська поетка, перекладачка, художниця. Засновниця Благодійно-мистецького фонду на підтримку онкохворої молоді «АрТерапія».

## Біографія
Працювала вчителем української мови, літератури та образотворчого мистецтва. Лауреатка багатьох літературних конкурсів: «Нові імена України» (2012)[джерело?], «Молода республіка поетів» (2014)[джерело?], лауреатка Літературної премії «Смолоскип» (2015) тощо. Гість першої в Україні літературної резиденції для молодих письменників «Станіславський феномен» (2014). Отримала приз глядацьких симпатій Міжнародного Фестивалю відеопоезії «CYCLOP» за відео «Вилікуй мене весною». Учасниця багатьох фестивалів та мистецьких акцій. Вірші друкувалися у всеукраїнській періодиці.